# Baoyang Road
Baoyang Road, vereenvoudigd Chinees: 宝杨路站, traditioneel Chinees: 寶楊路站, pinyin: Bǎoyáng Lù Zhàn, is een station van de metro van Shanghai gelegen in het noordelijke district Baoshan. Het station werd geopend op 18 december 2006 en is onderdeel van lijn 3.
Het station ligt aan het kruispunt van de Baoyang Lu met de expresweg G1501 Ring rond Shanghai, die met een voetgangersbrug overgestoken kan worden om vanuit de woonkern Tanjiazhai het metrostation te bereiken.